# Nehalennia Stedelijke Scholengemeenschap
Nehalennia Stedelijke Scholengemeenschap, afgekort als Nehalenia SSG, is een openbare scholengemeenschap gevestigd in Middelburg. De gemeenschap bestaat uit twee locaties: de Breeweg (Havo en Vwo) en de Kruisweg (Vmbo en Mavo).

## Geschiedenis
In 1365 begon Nehalennia als de Latijnse School in Middelburg. In 1879 werd deze hernoemd naar Stedelijk Gymnasium Middelburg, als gevolg van een reorganisatieplan. De school gaat in 1972 op in de Stedelijke Scholengemeenschap Middelburg. Na een andere fusie in 1996 kreeg de school de naam "Nehalennia Stedelijke Scholengemeenschap".
In 2012 fuseerde het bestuur van Nehalennia en Scheldemond College tot Mondia Scholengroep. Na de fusie hebben de scholen één bestuursraad en toezichtsraad en twee locatiedirecteuren. De fusie was ingang gezet om kosten te besparen, naar aanleiding van een verwachte daling van het aantal leerlingen.